# Dribbble
Dribbble è una piattaforma di autopromozione e social network per designer e creativi digitali. È utilizzato come portfolio di progettazione, cercare posti di lavoro e assunzioni ed è una delle più grandi piattaforme dove i designer condividono il proprio lavoro creativo online. La società è completamente remota senza quartier generale.

## Storia
Nel 2009, Dan Cederholm e Rich Thornett hanno lanciato Dribbble in versione beta come un sito solo su invito in cui i designer potevano condividere ciò su cui stavano lavorando: "Il nome Dribbble è nato dalle doppie metafore di idee rimbalzanti e perdite di lavoro". Il primo "Shot" (un piccolo screenshot del lavoro in corso di un designer) è stato pubblicato da Cederholm il 9 luglio 2009. Nel marzo 2010, è stato reso pubblicamente disponibile con i nuovi membri che richiedono inviti.

## Premi
- Inc. 5000: Fastest-Growing Private Companies in America (2018[1] and 2019)
- Webby Awards: Honoree, Best Website – Community (2019)[2]
- CSS Design Awards: Best UI Design, Best UX Design, Best Innovation (2019)[3]
- Inc. 5000: Fastest-Growing Private Companies in America (2018)[4]